# Авелліно
Авеллі́но (італ. Avellino) — місто та муніципалітет в Італії, у регіоні Кампанія, столиця провінції Авелліно.
Авелліно розташоване на відстані близько 230 км на південний схід від Рима, 50 км на схід від Неаполя.
Населення — 55 171 особа (2014).
Щорічний фестиваль відбувається 14 лютого. Покровитель — святий Модестіно.

## Географія

### Клімат
| Клімат Авелліно         | Клімат Авелліно | Клімат Авелліно | Клімат Авелліно | Клімат Авелліно | Клімат Авелліно | Клімат Авелліно | Клімат Авелліно | Клімат Авелліно | Клімат Авелліно | Клімат Авелліно | Клімат Авелліно | Клімат Авелліно | Клімат Авелліно |
| Показник                | Січ.            | Лют.            | Бер.            | Квіт.           | Трав.           | Черв.           | Лип.            | Серп.           | Вер.            | Жовт.           | Лист.           | Груд.           | Рік             |
| Середній максимум, °C   | 3,5             | 3,7             | 6,3             | 9,5             | 15,1            | 19,4            | 22,7            | 23,1            | 18,7            | 13,4            | 7,9             | 4,4             | 12,3            |
| Середня температура, °C | 1,5             | 1,4             | 3,5             | 6,2             | 11,3            | 15,3            | 18,4            | 18,8            | 15,1            | 10,7            | 5,7             | 2,5             | 9,2             |
| Середній мінімум, °C    | −0,5            | −0,9            | 0,6             | 2,8             | 7,5             | 11,3            | 14,1            | 14,6            | 11,5            | 7,9             | 3,5             | 0,6             | 6,1             |
| Днів з опадами          | 6               | 7               | 6               | 7               | 5               | 4               | 3               | 4               | 5               | 7               | 7               | 7               | 68              |
| ----------------------- | --------------- | --------------- | --------------- | --------------- | --------------- | --------------- | --------------- | --------------- | --------------- | --------------- | --------------- | --------------- | --------------- |
| Джерело: www.yr.no      |                 |                 |                 |                 |                 |                 |                 |                 |                 |                 |                 |                 |                 |

## Демографія
Населення за роками:

Станом на 1 січня 2023 року в муніципалітеті офіційно проживало 2115 іноземців з 75 країн, серед них 480 громадян країн Євросоюзу та 822 громадяни України.

### Українська громада
Владика Дмитро (Григорак), Єпарх Бучацький, з 20 до 22 грудня 2014 року перебував із візитом в парафії у місті Авелліно — на запрошення місцевого пароха о. Романа Кривого. 21 грудня українська громада урочисто святкувала відкриття персональної парафії Святих Володимира та Ольги. При парафії діє українська катехитична недільна школа підготовки до першого причастя.

## Сусідні муніципалітети
- Аєлло-дель-Сабато
- Атрипальда
- Каприлья-Ірпіна
- Контрада
- Гроттолелла
- Манокальцаті
- Меркольяно
- Монтефорте-Ірпіно
- Монтефредане
- Оспедалетто-д'Альпіноло
- Суммонте

## Уродженці
- Мауріціо Ланцаро (* 1982) — італійський футболіст, захисник і футбольний тренер.
- Міллі Д'Аббраччо (* 1964) — італійська порноакторка та політик.

## Мешканці
- з 1999 року мешкати у будинок свого батька повернувся активний діяч італійських свинцевих сімдесятих, ідеолог революційного традиціоналізму і видавець Франко Фреда.

## Галерея зображень

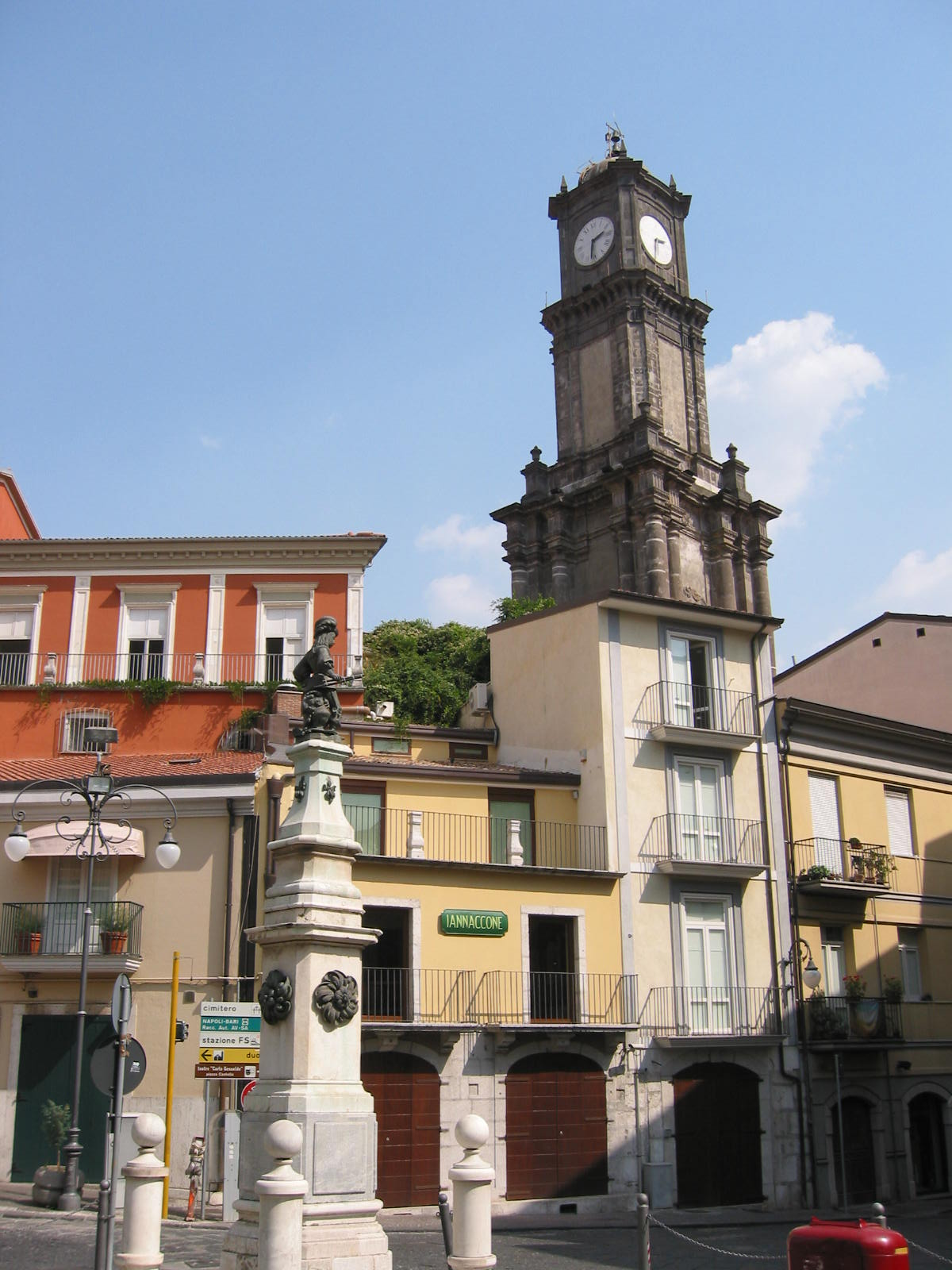
Старе Місто
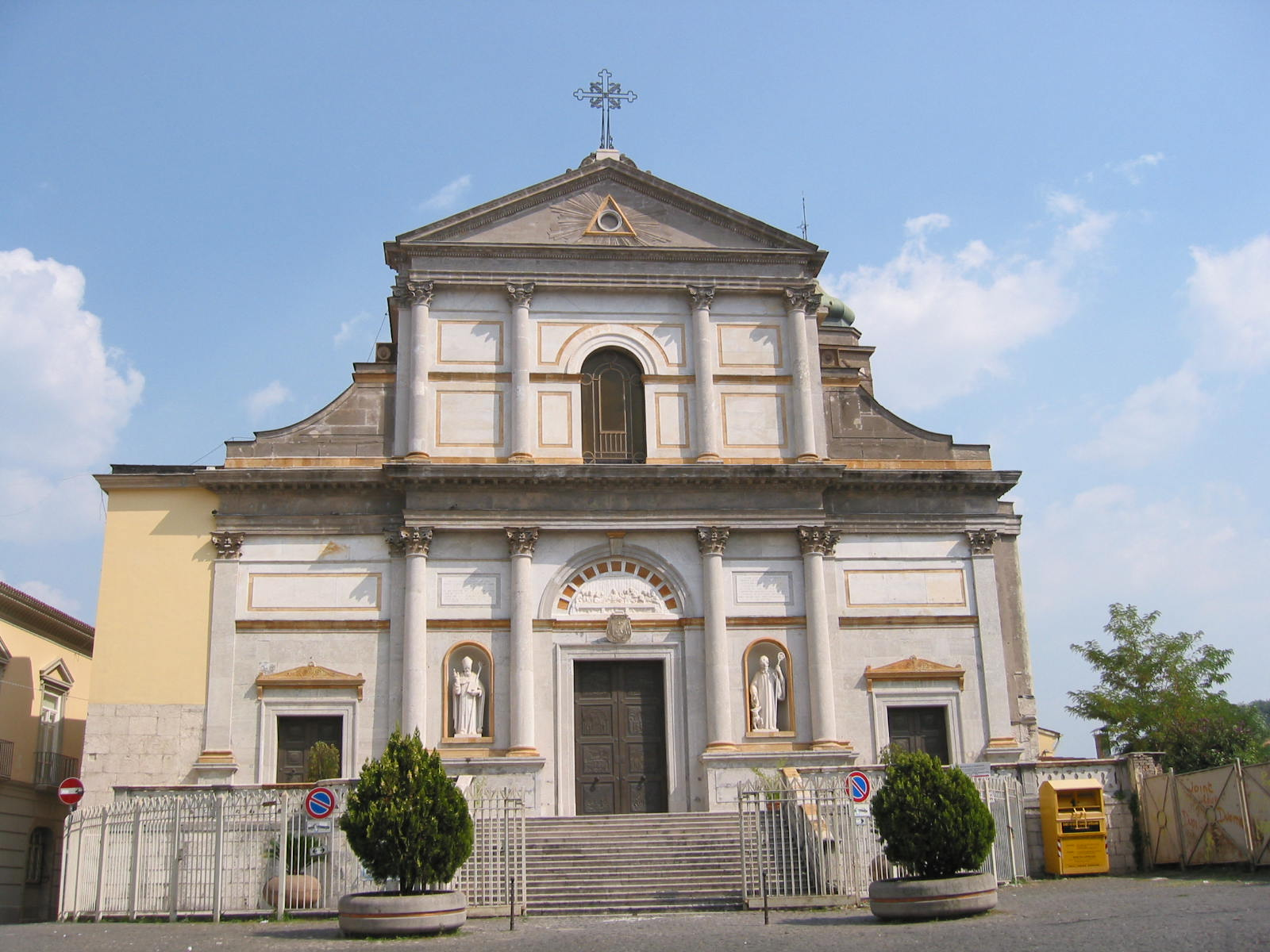
Дуомо
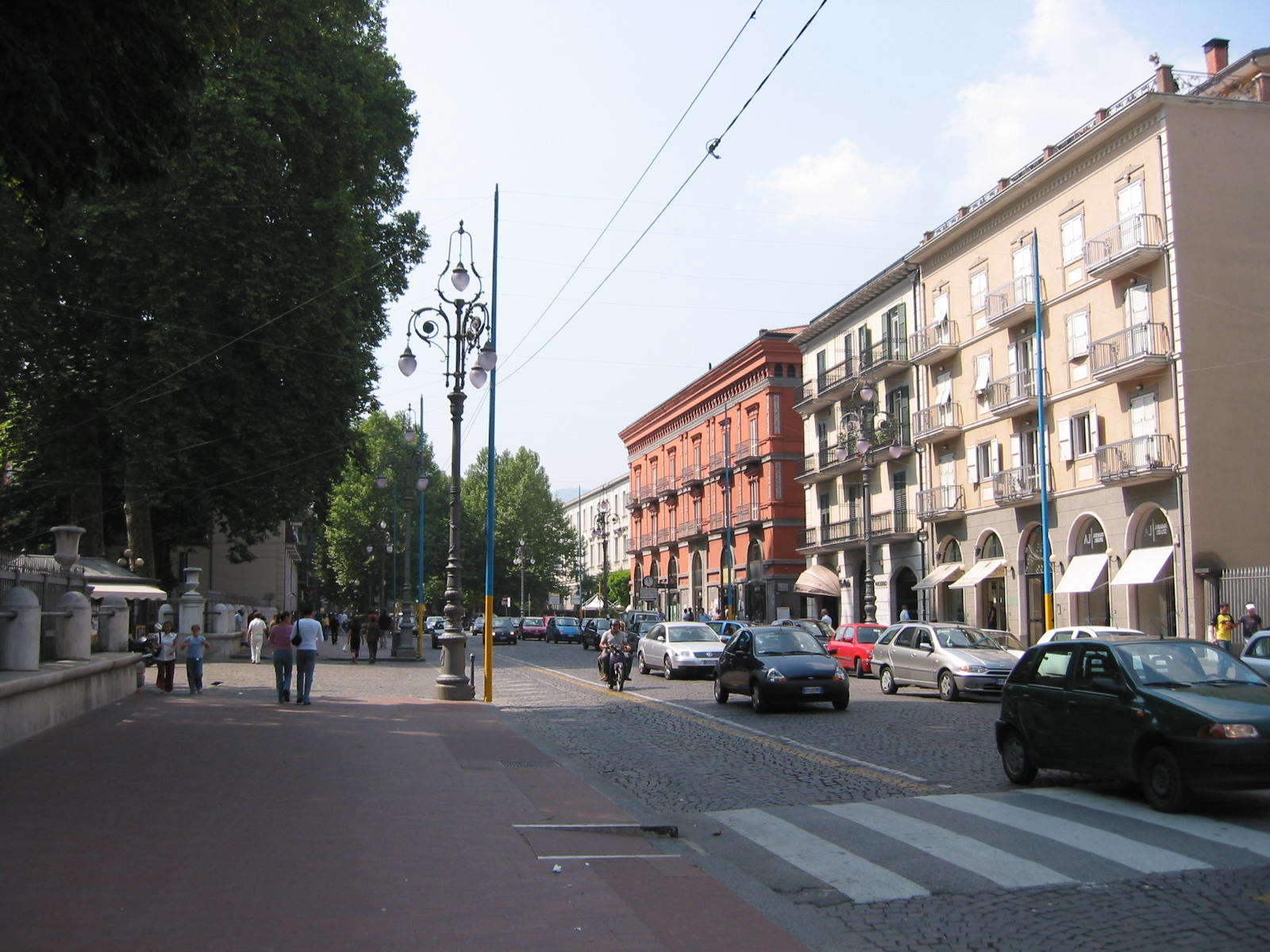
Вулиця Вітторіо Емануеля